# بليك أوتشوا
بليك أوتشوا (بالإسبانية: Blake Ochoa)‏ هو لاعب كرة قاعدة فنزويلي، ولد في 5 سبتمبر 1985 في ماراكاي في فنزويلا.

## وصلات خارجية
- بليك أوتشوا على موقع دوري كرة القاعدة الرئيسي (الإنجليزية)
- بليك أوتشوا على موقعبيزبول رفرنس.كوم (الدوري الثانوي) (الإنجليزية)